# Teseo e Medea
Teseo e Medea è un'opera in due atti di Carlo Coccia. Fu rappresentata per la prima volta il 26 dicembre 1815 al Teatro Regio di Torino.
Gli interpreti della prima rappresentazione furono:
| Personaggio | Interprete             |
| ----------- | ---------------------- |
| Egeo        | Eliodoro Bianchi       |
| Teseo       | Carolina Bassi         |
| Medea       | Francesca Festa Maffei |
| Pallante    | Giovanni Debegnis      |
| Creusa      | Beatrice Anti          |
| Adrasto     | Ladislao Bassi         |

## Trama

### Atto I
Il re di Atene Egeo ha un figlio che ha tenuto segreto, per difenderlo dalle mire dei suoi nemici, i Pallantidi. Questo figlio è Teseo, che, divenuto adulto, giunge in Atene incognito allo stesso padre, creduto figlio di Nettuno e accompagnato dalla fama di temerarie imprese. Medea, la nuova moglie di Egeo, ha sentore della vera identità di Teseo, e teme che il suo ritorno possa nuocere ai figli avuti dal re; perciò ordisce un piano: convince Egeo che Teseo è un impostore e lo induce a fargli bere del veleno. Ma il piano non riesce, l'intervento del cielo che si oscura minacciosamente quando Teseo sta per bere fa scoprire al re di avere di fronte il proprio figlio.

### Atto II
Tutti anni gli Ateniesi, per placare gli dei che li perseguitano per l'ingiusta uccisione di un figlio del re di Creta, devono scegliere sette ragazzi e sette fanciulle da mandare nell'isola, dove questi vengono introdotti nel labirinto del mitico Minotauro, che li sbranerà. Teseo si offre di andare volontario, nella certezza che saprà uccidere il mostro. Medea cerca l'aiuto della Furie per un sortilegio che causi la morte di Teseo, ma inutilmente; viene anzi sorpresa dallo stesso Teseo, che la insegue, raggiungendola in una piazza di Atene dove sono in corso festeggiamenti alla presenza di Egeo. Medea è costretta a fuggire, sopra uno spaventoso drago.

## Struttura musicale
- Sinfonia

### Atto I
- N. 1 - Introduzione e Cavatina di Egeo Giorno più bel volge - Fidi miei, queste mie lacrime (Coro, Pallante, Adrasto, Egeo)
- N. 2 - Coro e Cavatina di Medea Al sol possente nome - Alla tremenda impresa (Coro, Medea)
- N. 3 - Coro e Cavatina di Teseo Si vada da forte - A te vengo, o mio Signore (Coro, Adrasto, Pallante, Egeo, Medea, Teseo)
- N. 4 - Duetto fra Teseo ed Egeo Deh! perché neppur mi guardi
- N. 5 - Finale I D'inni celesti (Coro, Pallante, Adrasto, Teseo, Egeo, Medea, Creusa)

### Atto II
- N. 6 - Aria di Creusa Amato padre, lasciaci
- N. 7 - Duetto fra Medea ed Egeo D'un provocato sdegno
- N. 8 - Aria di Teseo Quando l'onor mi chiama (Teseo, Coro)
- N. 9 - Coro e Duetto fra Medea e Teseo Già sta scritto nel Fato, che Teseo - O tu, dell'Erebo (Coro, Medea, Teseo)
- N. 10 - Aria di Egeo Come mai poté l'ingrata (Egeo, Coro)
- N. 11 - Aria Finale di Medea All'aspetto della morte (Medea, Coro, Egeo, Teseo, Pallante, Adrasto, Creusa)